# ЛАЗ Е183
ЛАЗ Е183, або ElectroLAZ-12 — дванадцятиметровий низькопідлоговий тролейбус, що випускався з 2006 року на Львівському автобусному заводі. Створений, як зміна застарілому ЛАЗ-52522. З липня 2006 року на його основі виробляється ЛАЗ E301 — 18-метровий зчленований тролейбус.
Конструктивні особливості тролейбуса ЛАЗ Е183:
- кузов виготовлений з високоміцної оцинкованої сталі з повною антикорозійною обробкою;
- застосування сучасного елелектрообладнання Cegelec TV Progress, SMEST, «Чергос» та «НПП «ЭПРО»;
- зменшення витрат електроенергії до 40%, якщо порівняти з тролейбусами що використовують реостатно-контакторну систему керування тяговим електродвигуном;
- тролейбус може бути обладнано спеціальним додатковими опціями за бажанням замовника.

## Історія

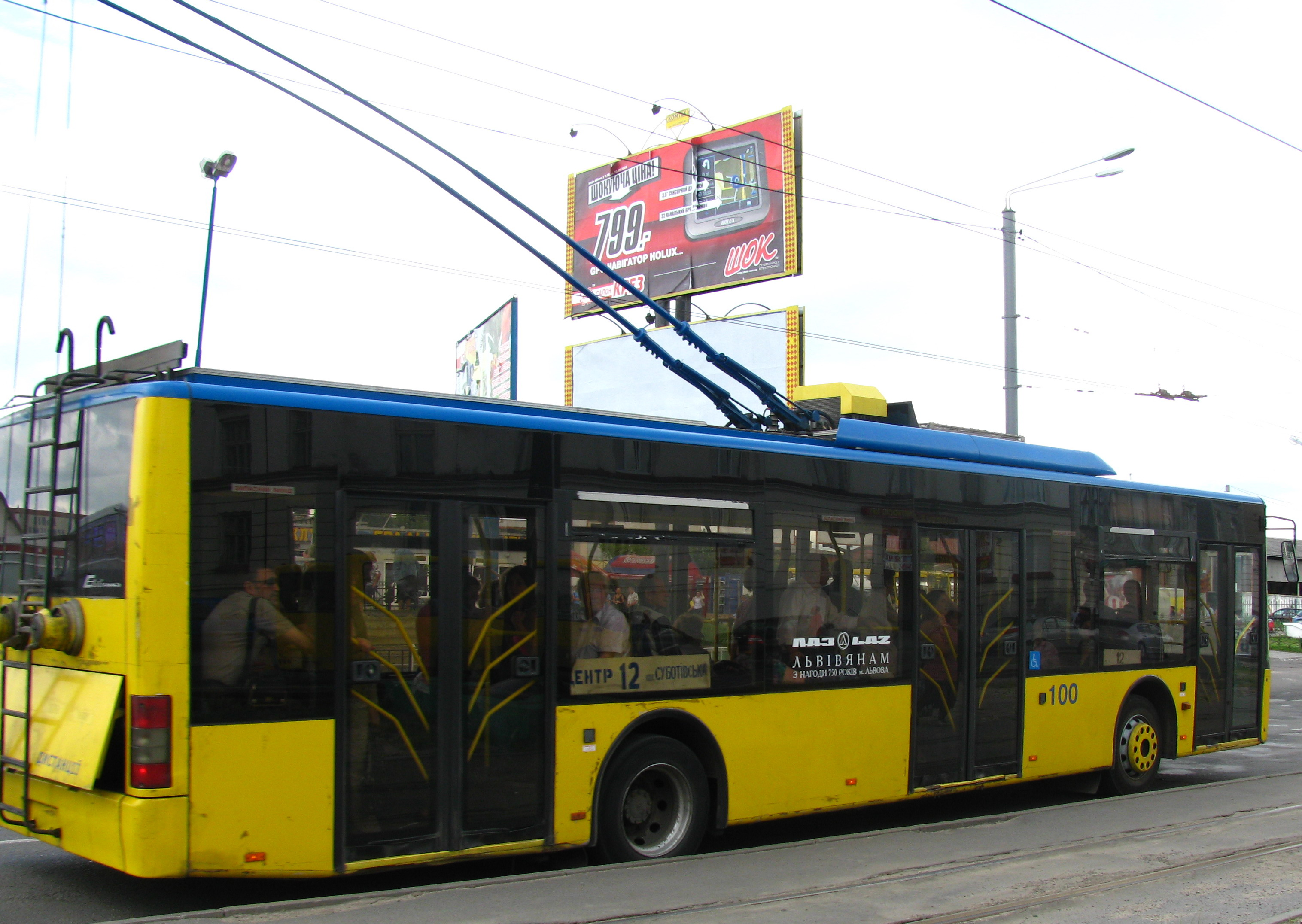
ЛАЗ E183. Вигляд ззаду

Перший екземпляр цієї моделі виготовлений у 2005 році та представлений у Києві 23 серпня того ж року. Згодом він проходив випробування у кількох містах України: Запоріжжі, Донецьку, Миколаєві Пізніше цю машину передали до Харкова, а потім — до Києва.
У Львові тролейбуси такого типу курсують містом з літа 2006 року. На початок 2009 року у місті працюють 11 таких тролейбусів, пофарбованих у жовто-синій колір (дах синього кольору, боковини, перед і зад жовтого) з бортовими номерами 100—110.
Згідно з замовленням можливе встановлення додаткового обладнання: електронних маршрутних маршрутовказівних дисплеїв, автоінформатора або кондиціонера.
Слід відзначити також, що перші екземпляри мали деякі відмінності від серійних машин: наприклад, у них були такі вади, як вкрай погана система вентиляції та опалення, відсутність системи протизащемлення пасажирів, дуже гучний писк під час гальмування — більшість цих недоліків було виправлено у пізніших поставках, однак деякі (писк) і досі залишаються виправленими лише частково. У прототипів було також декілька відмінностей від серійних, а саме: дещо інакший вигляд панелі приладів, а кватирка у кабіні водія відкривалася, як у легкового автомобіля.

## Опис моделі

### Кузов
Цей тролейбус призначено для міських перевезень, для транспортування великих об'ємів пасажирів на завантажених маршрутах. На базі цього тролейбуса, побудовано двосекційні ЛАЗ Е291 і ЛАЗ E301, останній пішов у серійне виробництво. Сам по собі, тролейбус ЛАЗ Е183 за розмірами є досить габаритним, його довжина становить 12 метрів. Схема виробництва кузова у тролейбуса лишилася тією ж, що у лінійки CityLAZ: кузов і обшивка виконані з високоміцної оцинкованої сталі (ЛАЗ-52522, його попередник, мав обшивку з оцинкованого листового заліза, інакше кажучи, бляхи), роль оцинкування тут наступна: цинк не дозволяє сталі окиснюватися. Кузов тролейбуса повністю оброблений антикорозійними емалями; а сам кузов Е183 має досить високий ресурс роботи — не менше 12—15 років. Колісні арки виготовлено з нержавіючої сталі (оброблені антикорозійним покриттям); а багажні відсіки та двері моторного відсіку виготовлено з дюралюмінію, легкого нержавіючого алюмінієвого сплаву. Кузов тролейбуса одноповерховий, вагонного компонування, тролейбус має тримальний кузов, коли основою кузова є готовий каркас, на який кріпляться усі агрегати та елементи; його зварено з профілів високоміцної сталі. Що стосується рами, то її інтегровано у кузов, яка виконує функцію укріплення кузова.

### Дизайн

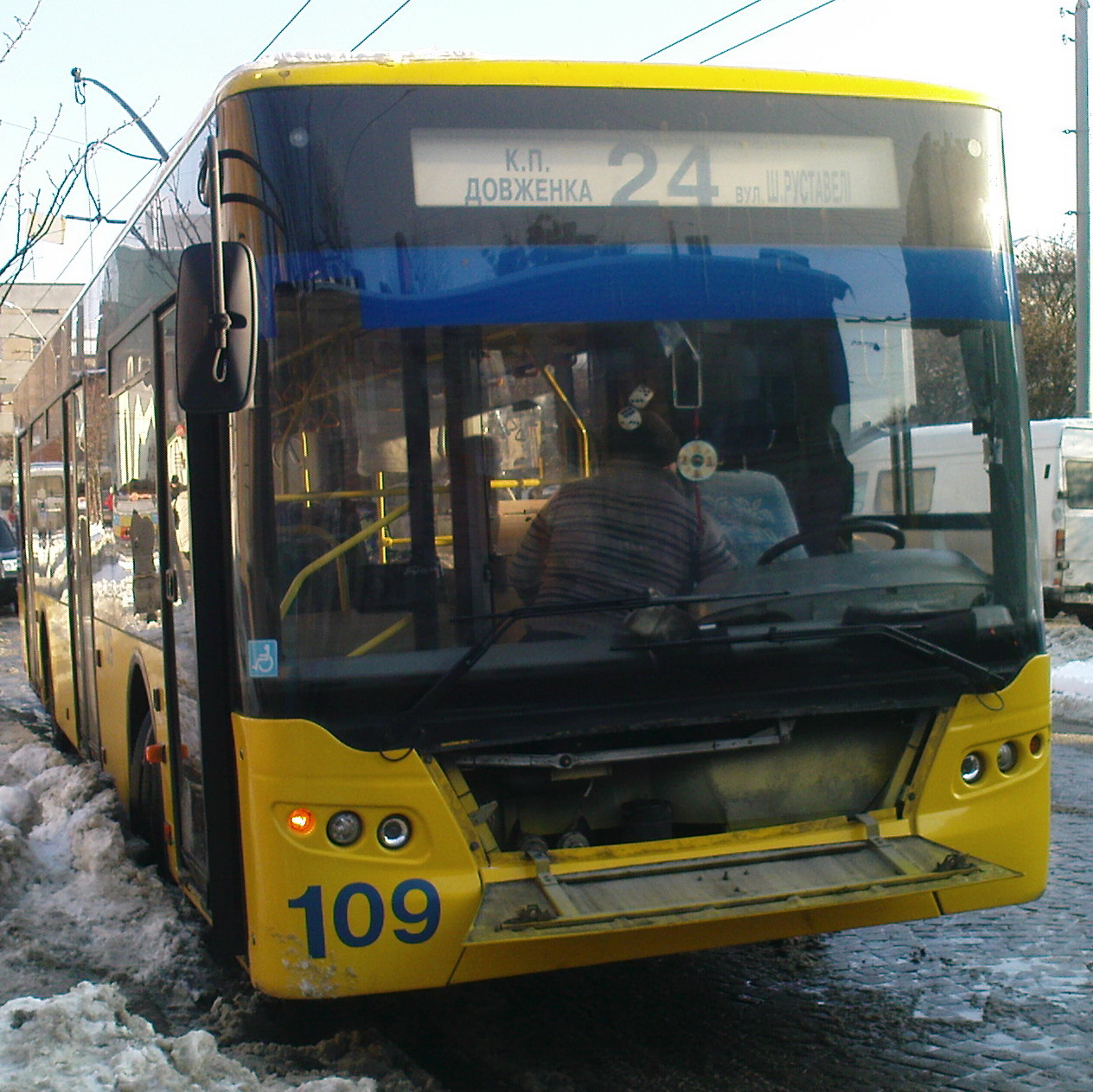
Капот не є кришкою моторного відсіку, це просто багажне відділення

Дизайн тролейбуса уніфікований з автобусом CityLAZ-12 (ЛАЗ А183) та усією серією автобусів СітіЛАЗ та тролейбусів ЕлектроЛАЗ заводу. Передня частина облицьована склопластиковими елементами, має сучасний дизайн та має ряд цікавих особливостей. Під лобовим склом тролейбуса розміщено висувний капот (зроблено з дюралюмінію), однак капот тут не відіграє роль кришки моторного відсіку — мотор тролейбуса розміщено на задньому звисі під підлогою салону. Лобове скло тролейбуса Е183 і суцільним, гнутим та безколірним; на даному тролейбусі застосоване безуламкове лобове скло-триплекс: безуламкове лобове скло це багатошарове скло, що з двох боків обклеєне одним шаром (або багатьма) еластичного прозорого пластику, пластик при пошкодженні утримує уламки, якщо при ударі, скло ламається, то уламки не вилітають та залишаються масі, за рахунок того, що їх утримує шар пластику; розбиті уламки утримуються у масі до повної заміни склопакету. Безуламкове лобове скло, як правило, здатне витримувати серйозні пошкодження (наприклад, лобові зіткнення), а навіть якщо і вилетить з віконної рами, то усе одно залишиться триматися вкупі «листом», тому застосування безуламкового лобового скла є дуже доречним на даному тролейбусі. Лобове скло тролейбуса панорамного типу, і забезпечує водієві високий рівень контролю за ситуацією на дорозі, склоочисники тролейбуса горизонтального типу (розміщені один під одним), їх особливістю є великі полотно-насадки, що відтирають максимально можливу поверхню скла від опадів; у них є два режими очищення: одноразово (1), і постійна (2), коли склоочисники працюють у постійному режимі. Світлотехніка на передку тролейбуса представлена 6 фарами, двома вказівниками поворотів та передніми габаритними вогнями. Усі фари тролейбуса мають округлу форму, вони малого розміру, також оснащені лінзами для кращої далекоглядності фар, фари тролейбуса мають високу потужність. Бампер тролейбуса невеликого розміру та пофарбований у жовтий колір (оскільки ввесь передок є жовтим); вище бампера розміщено вищезгаданий висувний капот, що служить як багажний відсік. На цьому ж капоті прикріплено емблему Львівського автобусного заводу (чорна літера «Л» у чорному кружку, це стандартна емблема ЛАЗу — металева, почала кріпитися до кузова автобусів з кінця 1960-х років, до того, на кузові літера «Л» на кузові була просто намальованою); також на передку можна помітити підпис ElectroLAZ, що вказує, до якої лінійки належить ЛАЗ Е183 (аналогічно у ЛАЗ А183, на передку написано CityЛАЗ). На бампері тролейбуса наявне спеціально відведене місце для бортового номера, однак українські тролейбуси власних номерів не мають, лише паркові номери; самі ж паркові номери клеяться або на передню панель, або на лобове скло. На деяких тролейбусах ЛАЗ Е183 можна помітити іконки, що вказують на зручності даного тролейбуса: одна з найпоширеніших іконок (клеїться або на кузов, або на лобове скло) — іконка з людиною у інвалідному візку на синьому фоні, якраз синій фон позначає те, що транспорт адаптований для перевезення інвалідів, якби іконка була на жовтому фоні це означало б прямо протилежне: що транспортним засобом керує водій-інвалід. У таких транспортних засобів є декілька переваг, наприклад, паркуватися у заборонених місцях або під'їжджати до будинків, де рух автомобілів заборонено, вона вказує на те, що тролейбус може перевозити пасажирів у візках. Іншою іконкою, що може розміщуватися спереду є іконка людини з паличкою, що вказує на те, що тролейбус є зручним для перевезення пенсіонерів та маломобільних громадян. Над лобовим склом тролейбуса розміщено передній рейсовказівник: хоча у більшості серійних екземплярів це проста табличка із вказівником маршруту, за замовленням, на ЕлектроЛАЗ-183 може встановлюватися електронне табло-рейсовказівник із суцільним дисплеєм (подібно до Богдан Т801.10); інший же маршрутовказівник розміщено на задній панелі тролейбуса. Бокові дзеркала заднього виду Е183 сферичного типу, і оснащені електропідігрівом та антибліковим покриттям, вони закріплені на спеціальних кронштейнах та забезпечують хороший рівень контролю за ситуацією на дорозі.

### Ходова частина
Задня панель тролейбуса у більшості аналогічна лінійці CityLAZ: на ній розміщено чіткоокреслений зварний бампер, а заднє скло є суцільним, задній маршрутовказівник розміщено у салоні біля заднього скла; як і усі інші склопакети, заднє скло також є безуламковим. Моторний відсік тролейбуса розміщено на його задньому звісі, кришка моторного відсіку зроблена з дюралюмінію, іноді, задля охолодження двигуна, її прочинено, з лівої боковини розміщено повітряпоглинач двигуна, що потрібен для його природного охолодження; моторний відсік оснащений шумоізоляційними матеріалами, що зменшують шум від роботи двигуна. Тяговий двигун тролейбуса розміщений під підлогою салону, тролейбус комплектується двигуном постійного струму, моделі ЕД-139АУ2 виробництва заводу «Електроважмаш», Харків, або ДТА 2У1.
Система керування тяговим двигуном: тяговий інвертор Cegelec TV Progress (Чехія, Прага), SMEST (Китай), або Чергос, або ЕПРО (Росія); Автономний хід передбачено лише у машин, які комплектуються асинхронним двигуном. Тролейбус має рекуперативне електродинамічне гальмо, внаслідок цього, тролейбус значно економить витрачену електроенергію, або може використовувати для власних потреб. Система штанговловлювання у Е183 є цілком механічною.
Тролейбус є двовісним, ведучий міст задній портальній моделі ZF AV-132, передній міст портальний застосовується як китайського виробництва з барабанними гальмами, так і німецького ZF з дисковими гальмами. Підвіска залежна, пневматична; також підвіска тролейбуса може бути обладнана опцією пониження рівня підлоги ECAS «кнілінг», що дозволяє тролейбусу присісти на праві півосі (він може і на ліві, однак для безперешкодного входу пасажирів, необхідно присісти якраз на праві півосі), буквально до рівня тротуару.

### Гальмівна система
Гальмівна система тролейбуса представлена такими компонентами:
- робочі гальма — представлені двома етапами: 1) Електродинамічні реостатні з рекуперацією, діють лише на задню вісь. 2) Пневматичні, двухконтурні, діють механічно на усі колеса, стисненим повітрям (якщо швидкість 5 км/год або нижче) для повної зупинки.

- гальмівні механізми: дискові, (барабанні у випадку застосування переднього моста китайського виробництва)
- розтискач гальмівних колодок: клиновий

- стоянкова гальмівна система (це система для нерухомого утримання транспортного засобу під час зупинок, особливо актуальна на ухилах, зазвичай це ручний важіль) — представлена ручним важелем, що діє на гальмівні механізми ведучого (заднього) моста.
- резервна гальмівна система (допоміжна система у разі виходу з ладу робочого гальма, що і так вкрай небажано) — представлена одним з контурів робочої гальмівної системи.

Крім цього, багато екземплярів ЛАЗ Е183 оснащуються електронним обмеженням максимальної швидкості руху (MSC, Maximum Speed Control), яке забезпечується незначною зміною програмного забезпечення системи керування безпосередньо на заводі, так робиться з багатьма сучасними тролейбусами (наприклад, Solaris Trollino 12, ЛАЗ E301, Solaris Trollino 15 та іншими, зокрема й іншими тролейбусами «Богдан»), і не дозволяє тролейбусу розвинути швидкість вище 60 км/год.

### Салон

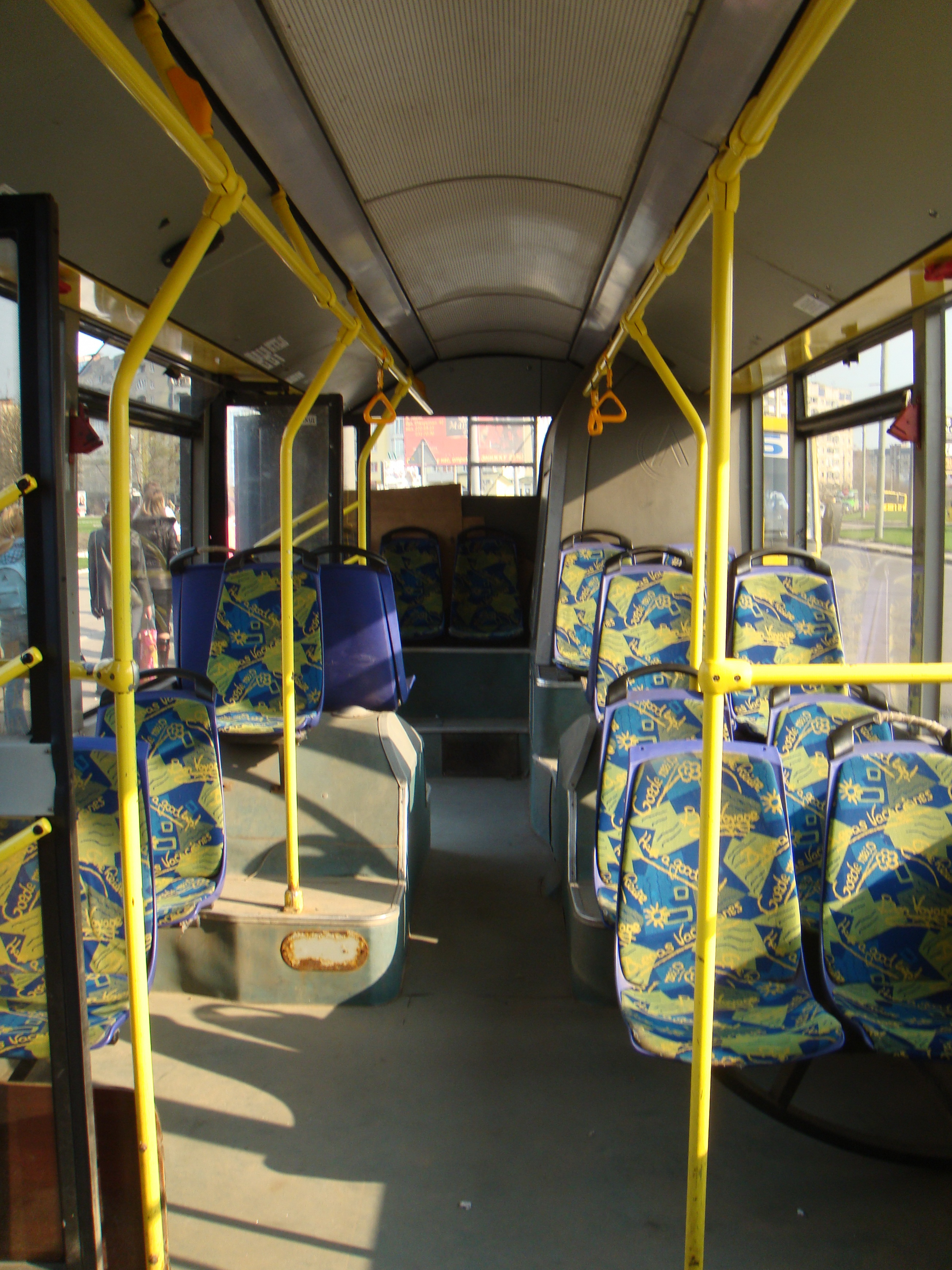
Салон ЛАЗ Е183. Вигляд на задню частину салону

До салону тролейбуса ведуть три двостулкові двері поворотно-зсувного типу, що мають розвинуте скління, та мають безуламкові склопакети; формула дверей (2—2—2) позначає кількість пілок у кожній двері, позначаючи їх від передніх дверей. У тролейбуса може бути наявна наступна особливість: якщо двері нещільно закрито або відкрито, тролейбус з місця не зрушить, оскільки наявна система «повітряний ключ», що блокує рух машини з відкритими дверима, така система встановлюється на багатьох сучасних автобусах та тролейбусах; ця система встановлюється на сучасніші випущені екземпляри ЛАЗ Е183. На деяких екземплярах наявна система протизащемлення пасажирів, коли двері автоматично відходять на попередню позицію, наткнувшись при закритті або відкритті на пасажира, така система є дуже доречною у годину-пік; слід зазначити, що з цим у тролейбуса були проблеми через відсутність цієї системи, а також відсутність турнікетів біля дверей, що мали б захищати ноги пасажирів, що сидять поруч з дверима від потенційного затискання. Обшивка дверей виконана з дюралюмінієвих панелей, що відповідно, не іржавіють. Слід також згадати й одну з основних переваг ЛАЗ Е183, він є повністю низькопідлоговим, а висота підлоги складає усього лиш 35 сантиметрів над рівнем дороги. На замовлення на тролейбус може встановлюватися система нахилу кузова «кнілінг», здатна понижувати рівень підлоги на декілька сантиметрів для зручнішого входу пасажирів; при цьому, тролейбус присідає на дві праві півосі. Завдяки низькому рівню підлоги, тролейбус отримує такі переваги:
- швидкий пасажирообіг і, відповідно, менше часу витрачається на простоювання на зупинках;
- зручність для пасажирів;
- можливість перевозити інвалідів у візках, а також великогабаритні предмети та колісну поклажу.

Сам салон тролейбуса виконаний досить сучасно й у світлих барвах. Борти тролейбуса обшиті склопластиком світлосірого кольору, настил підлоги світлосірого кольору, і стеля світлосіра. Підлога салону застелена суцільнотягненим листом лінолеуму, оздобленого декоративними блискітками, підлога виконана з неслизького покриття; також для зручності лінолеумом обшиті й колісні арки, що виступають до салону. Поручні тролейбуса виконано зі сталевої труби, «товстого» типу, вони повністю покриті полімерною фарбою для запобігання корозії; пофарбування поручнів у салоні Е183 стандартне у всіх — яскраво-жовтого кольору; особливістю самих поручнів є їхній вигин у їхній верхній частині, особливо у поручнів вертикального типу. Поручні вертикального типу розміщені біля дверних відсіків, на накопичувальному майданчику напроти середніх дверей і біля деяких рядів з сидіннями, де це є виправданим, їх особливістю є вигин у верхній частині салону (насправді, така конструкція не дає поручням ніяких переваг, це типовий дизайнерський елемент, властивий для багатьох сучасних тролейбусів). На деяких з вертикальних поручнях біля дверей розміщено кнопки виклику до водія, що дають у кабіні добре чутний сигнал; головна мета цього сигналу — зупинка на вимогу, хоча такими кнопками комплектуються не усі тролейбуси; кнопки виклику до водія розміщено біля дверей і дуже високо, це не вельми зручно. Слід зазначити й такий факт, що горизонтальні поручні розміщені досить високо, тому людям середнього зросту важкувато за них триматися, саме тому більшість ЛАЗ Е183 також мають спеціальні пластмасові підвісні ручки для більшої зручності (вони висять досить низько). Сидіння тролейбуса мають м'яке покриття та обшиті синтетичною тканиною, синтетична тканина синього кольору (у переважній більшості комплектацій), на ній можна помітити надписи «Щасливої дороги!» на різних мовах, літери чорного кольору, також є декоративні зелені «плями». Сидіння у тролейбусі роздільного типу (тобто, по сидінню на окремого пасажира, а суміжного типу для двох людей суцільне сидіння, або полуторних сидінь під полуторним сидінням мається на увазі сидіння, за розмірами щось середнє між сидінням суміжного і роздільного типів. Такі сидіння наявні на українських тролейбусах Богдан Т60111 і Богдан Т801.10: у цих двох тролейбусів вони розміщені на передніх колісних арках, для двох дорослих пасажирів вони незручні. Сидіння також покриті антивандальною тканиною і мають ручки для стоячих поруч пасажирів; особливість антивандальної тканини у тому, що вона виготовлена з негорючого волокна. Усього у салоні, у залежності від комплектації розміщено від 20 до 36 пасажирських сидінь (найчастіше, їх від 24 до 32), а загальна нормальна місткість тролейбуса становить 100 осіб, хоча при завантаженні у «годину-пік» у тролейбус може поміститися і до 120 пасажирів.
ЛАЗ Е183 є низькопідлоговим тролейбусом, а тому може перевозити інвалідів у візках: навпроти середніх дверей тролейбуса розміщено спеціальний відкидний пандус-апарель (хоча, у деяких новіших комплектаціях він висувається з-під підлоги), що необхідний для в'їзду візків. Навпроти середніх дверей є накопичувальний майданчик, обладнаний для інвалідного візка. Узагалі, там наявне одне місце для візка, однак, якщо постаратися, влізуть і два. Біля цього інвалідного місця розміщено кнопку виклику до водія, у разі необхідності. Деякий час були проблеми з пандусом, який ледь витримував візки, щоправда, у новіших моделей він укріплений та може витримати значно більші навантаження. Низька підлога тролейбуса також уможливлює безперешкодний в'їзд і з дитячими візками, а для пришвидшення посадки-висадки людей з обмеженими фізичними можливостями та молодих мам з візочками, нові варіанти моделі пропонують вищезгаданий пандус, що висувається з-під підлоги. Бокові вікна тролейбуса вклеєні у віконні рами та значно зміцнені; усі склопакети є тришаровими (тобто, безуламковими); для комфорту для пасажирів, бокові склопакети є тонованими. Вентиляція у салоні представлена відкидними кватирками, що розміщені на бокових вікнах та, люками й вентиляторами на даху. Останні є досить ефективними у дії, однак, водії з певних причин, цю систему не застосовують, а тому літом у салоні досить спекотно через це. Цей недолік, щоправда, має штучне походження і легко може нівелюватися шляхом включення електричних вентиляторів. Також у додаткових опціях тролейбуса наявні кондиціонер та клімат-контроль, однак використовується лише кондиціонер і те лише на декількох екземплярах. Опалення у тролейбусі здійснюється повітряним конвектором, що має потужність 30 кіловатів, він досить ефективний, особливо у холодну погоду; слід зазначити, що на перших екземплярах система опалення також була досить неефективною. Освітлення у салоні здійснюється плафоновими світильниками на даху салону, вони влаштовані у два ряди. Також під час відкриття дверей загоряються дві лампочки біля кожних дверей (працюють ввечері); також працюють, коли двері відкриті. Особливістю салону є дуже висока стеля салону (близько 240 сантиметрів). На тролейбусі можуть бути застосовані такі додаткові опції:
- система нахилу кузова «kneeling» (наявний у багатьох екземплярів)
- пандус, що висувається з під підлоги під середніми дверима (у деяких нових зразків)
- кондиціонер (наявний у декількох екземплярів);
- клімат-контроль (поки що не застосовується);
- аудіо- і відеосистема (поки що не застосовується).

### Місце водія

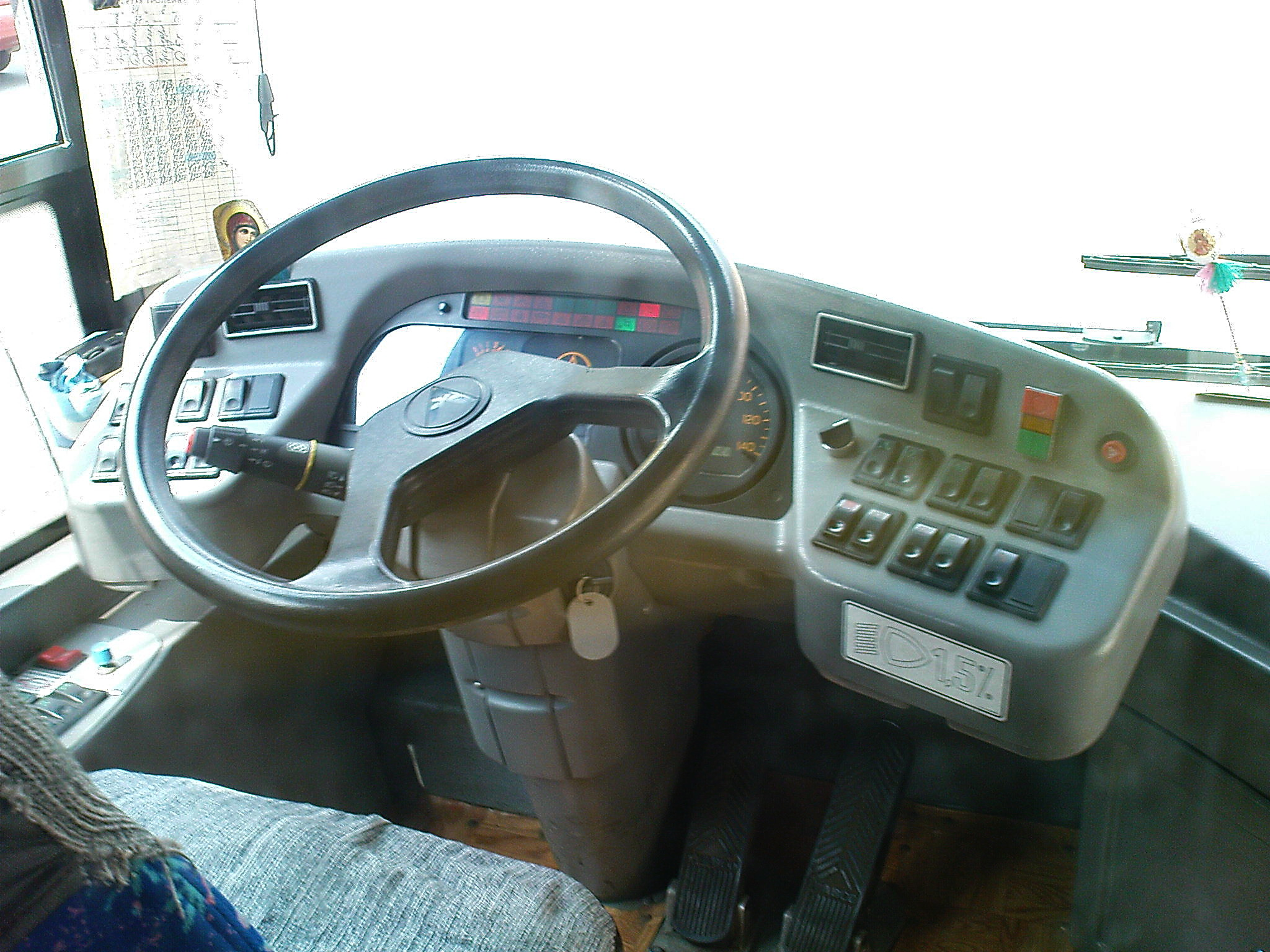
Панель приладів ЛАЗ Е183

Кабіна водія відокремлена від салону перегородкою, і передню стулку передніх дверей призначено для входу та виходу водія з чи до кабіни, вона відкривається автономно. Місце водія та панель приладів в основному узяті з автобусів з лінійки CityLAZ, однак у них є декілька відмінностей. Місце водія також виконано у світлих барвах: борти кабіни світло-сірі, як і панель приладів, підлога на місці водія також застелена неслизьким лінолеумом з декоративними блискітками. Панель приладів зроблена зі склопластику та виконана у стилі півкола, що дає водієві швидкий доступ до усіх необхідних при керуванні клавіш. Панель приладів, як і кермова колонка, може регулюватися за кутом нахилу, наскільки водієві тролейбуса це буде зручно. З правого боку панелі приладів розміщено більшість клавіш, потрібних при керуванні; самі клавіші зручні для пальців, неслизькі та легко читаються, мають індивідуальну підсвітку. Керування відкриттям та закриттям дверей здійснюється за допомогою трьох кнопок (у новіших випусків лише однієї округлої кнопки). Також на правій частині панелі приладів розміщені клавіші керування опаленням та вентиляцією. Дещо змінилося, відносно автобусів ЛАЗ «Сіті» розміщення приладів на панелі приладів. До прикладу, посередині розміщувався тахометр, якого тролейбусові не потрібно, і у найперших прототипів це місце займав блок з індикаторами, у новіших екземплярів на цьому місці тахометра, як і раніше, немає, на заміну там намальовано емблему Львівського автобусного заводу; а блок індикаторів став значно меншим та був перенесений вверх. Також змінилася форма додаткових показникових приладів бортової та робочої напруги (їх занесено під одне скло, ці були виділено, як окремі). Спідометр у серійних моделей зацифрований до 140 км/год (хоча тролейбус такої швидкості не зможе розвинути), у прототипів він був зацифрований лише до 80 на прототипах панель приладів ЛАЗ Е183 мала дещо інший вигляд.
Завдяки тому, що двері для входу та виходу водія з лівого боку немає, там влаштовано додаткову панель з приладами, де розміщене радіо та ручне гальмо (доволі невеликий важіль, більше схожий на джойстик, та не потребує зусиль для керування ним). Кермова колонка тролейбуса зроблена німецькою фірмою ZF, обладнана гідропідсилювачем, що значно полегшує керування тролейбусом; на кермі вибито емблему ЛАЗу; кермові колонки від ZF також використовують деякі рестайлінги ЛАЗ-5252; проблема підкермових важелів, що мають досить схожі функції вирішена шляхом об'єднання усіх цих функцій в один мультиджойстик, що має в собі:
- включення/виключення сигналу поворотів;
- клаксон (рожева кнопка збоку);
- можливість підморгнути фарами;
- включення/виключення склоочисників;

Варто зауважити, що один мультиважіль з'являється лише у новіших версій ЛАЗ Е183, у старіших версій для включення/виключення функції повороту застосовувався ще один важіль, що також розміщувався на кермовій колонці з лівого боку, він був доволі незручним. Водійське крісло м'яке, влаштоване на пневмопідвісці та має ресори, крісло має регульовану спинку та регулюється у висоту та глибину. Якщо тролейбус оснащений електронними рейсовказівними, то керування ними розміщене над лобовим склом, на верхній панелі приладів. Опалення у кабіні водія представлене повітряним конвектором, а вентиляція представлена двошвидкісним вентилятором; також у кабіні водія розміщений вогнегасник та аптечка. Також водійська кабіна може бути оснащена:
- дзеркалом огляду салону (деякі оснащені);
- кондиціонером (деякі);
- додатковими боковими дзеркалами заднього виду.

Слід зазначити ще один факт: у перших прототипів зсувна кватирка підіймалася знизу і за допомогою ручки, яку треба було крутити (як у легкового автомобіля), на серійних зразках кватирка відсувається цілком звичайно, бокове скло від водія з лівого боку — також тоноване.

### Технічні характеристики
| Технічні характеристики ЛАЗ Е183                                | Технічні характеристики ЛАЗ Е183 |
| --------------------------------------------------------------- | --- |
| Загальні дані                                                   | |
| Модель                                                          | ЛАЗ Е183 |
| Клас                                                            | міський тролейбус |
| Також називається                                               | ЕлектроЛАЗ Е183, ЕлектроЛАЗ-12, ElectroLAZ-12 |
| Виробник                                                        | ЛАЗ |
| Випускається з, рік                                             | 2005 |
| Перший прототип, рік                                            | 2005 |
| Базований на, модель                                            | ЛАЗ А183 |
| Подібні                                                         | ЛАЗ А183, ЛАЗ А292, ЛАЗ E301 |
| Кількість випущених екземплярів                                 | 158 (середина 2011) |
| Прізвисько                                                      | «лайнер», «пискавка» |
| Кузов                                                           | |
| Кузов (загальне описання)                                       | одноланковий, вагонного компонування, тримальний з інтегрованою рамою |
| Зовнішня обшивка та облицювання                                 | боковини, дах, передок і задок зроблені з оцинкованої сталі; двері відсіки з дюралюмінію обшивка дверей з дюралюмінію колісні арки з нержавіючої сталі передок і задок облицьовані склопластиком |
| Антикорозійна обробка                                           | повна антикорозійна обробка |
| Габаритні розміри                                               | |
| Довжина, мм                                                     | 12000 |
| Ширина, мм                                                      | 2550 |
| Висота, мм                                                      | 3450 |
| Передній звис, мм                                               | 2700 |
| Задній звис, мм                                                 | 3400 |
| Поворотний діаметр, не менше                                    | |
| Колісна база, мм                                                | 6120 |
| Дорожній просвіт, мм                                            | 280 |
| Кут з'їзду, виїзду, °                                           | 7/7 |
| Маси і навантаження                                             | |
| Споряджена маса, кг                                             | 11200 |
| Максимально допустима технічна маса, кг                         | 18000 |
| Навантаження на передню вісь, кг                                | 6500 |
| Навантаження на задню вісь, кг                                  | 11500 |
| Елементи ззовні                                                 | |
| Світлотехніка (передок)                                         | 4 фари, з лінзовим склінням |
| Бампер (передній)                                               | заварний, нечіткоокреслений |
| Бокові дзеркала заднього виду                                   | сферичного типу, мають електропідігрів, антиблікове покриття + додаткові дзеркала |
| Лобове скло                                                     | панорамне, безосколкове |
| Склоочисники                                                    | 2 горизонтального типу; 2-швидкісні |
| Маршрутовказівники                                              | електронні табло або механічні табло (залежно від замовлення) |
| Розташування мотовідсіку двигуна                                | ззаду за задньою панеллю |
| Шасі                                                            | |
| Передня вісь                                                    | ZF |
| Ведуча вісь (задня), модель                                     | ZF |
| Підвіска                                                        | залежна пневматична з регуляторами підлоги, WABCO |
| ECAS (кнілінг)                                                  | можлива як додаткова опція |
| Колеса                                                          | 275/80R×22.5 (бездискові); 4×2 |
| Осі, штук                                                       | 2 (4×2) |
| Шасі                                                            | |
| Гальмівна система (робоча)                                      | пневматична, двоконтурна |
| Ручне гальмо                                                    | ручний важіль, діє на гальмівні механізми заднього мосту |
| Додаткове гальмо                                                | реостатне гальмування тяговим електродвигуном |
| Резервне гальмо                                                 | один з контурів робочої гальмівної системи |
| Гальмівні механізми                                             | усі дискові з самовентиляцією |
| Розтиск гальмівних колодок                                      | клиновий |
| ABS                                                             | наявна |
| ASR                                                             | наявна |
| Салон                                                           | |
| Кількість дверей і тип                                          | 3 двостулкові поворотно-зсувного типу+протизащемлення |
| Ширина дверей, см                                               | 120 |
| Система «повітряний ключ»                                       | можливе встановлення |
| Висота підлоги салону над дорогою, см                           | 35 (без кнілінгу) |
| Кнілінг,                                                        | можливий |
| Пандус для в'їзду інвалідних візків                             | відкидна рампа, складається/розкладається механічно, розміщений або у салоні або під підлогою |
| Електричний пандус                                              | Під замовлення |
| Розташування пандуса                                            | 2 (середні) двері |
| Спеціальна накопичувальний майданчик                            | наявна |
| Інвалідне місце                                                 | так |
| Поручні                                                         | з тонкої сталевої труби, з антикорозійною обробкою |
| Сидіння                                                         | м'які, роздільні, ківшового стилю з пластиковими тримачами для стоячих |
| Кількість сидінь, шт                                            | 20—36 залежно від комплектації |
| Висота салону, см                                               | ~237 сантиметрів |
| Система компостування квитків                                   | механічні апарати на бортах |
| Освітлення у салоні                                             | плафонові світильники на даху |
| Вентиляція у салоні                                             | представлена двома вентиляторами + можливий кондиціонер |
| Бокові вікна                                                    | затоновані чорним відтінком, безосколкові |
| Опалення у салоні                                               | повітряний конвектор потужністю 30 кіловат |
| Пасажиромісткість салону, чол                                   | 100 (нормальна місткість) |
| Місце водія                                                     | |
| Кабіна водія                                                    | відокремлена перегородкою від салону (окрема пілка) |
| Освітлення у кабіні                                             | кожен з показникових приладів і один плафоновий світильник |
| Вентиляція у кабіні                                             | через вентилятор і зсувну кватирку (можливий кондиціонер) |
| Крісло водія                                                    | м'яке з підголівником на пневмопідвісці; регулюється спинка |
| Приладова панель                                                | у формі півкола зі склопластику |
| Рульове керування                                               | ZF 8098 Servocom з гідропідсилювачем |
| Педалі                                                          | 2 керівні педалі, Wabco |
| Двигун і динамічні характеристики                               | |
| Марка двигуна                                                   | постійного струму, ЕД 139АУ2, Електроважмаш, Харків, або асинхронний російського виробництва |
| Кількість двигунів                                              | 1 |
| Потужність електродвигуна, кіловат                              | 140 |
| Максимальна швидкість руху, км/год                              | ≥75 (обмежувач) |
| Електроустаткування                                             | |
| Система керування                                               | Cegelec TV Progress, SMEST, "Чергос", "НПП "ЭПРО" |
| Система штанговловлювання                                       | механічна (вручну) |
| Напруга на струмоприймачах, Вольт                               | 600 |
| Бортова напруга, Вольт                                          | 24 |
| Рекуперація при гальмуванні, зменшення витрат електроенергії, % | 15—40 |
| Ізоляція комплекту тягового електроустаткування                 | подвійна ізоляція, повна герметизація |
| Шасі                                                            | |
| Додаткові опції:                                                | кнілінг аудіо- і відеосистема кондиціонер клімат-контроль пандус, що дістається з-під підлоги |

### Додаткові опції
ЛАЗ Е183 також є розрахованим на встановлення наступних додаткових опцій:
- електронні рейсовказівники;
- аудіосистема (мається на увазі речовий автоінформатор), що оголошує назви зупинок;
- відеосистема (мається на увазі телевізори у салоні, камери спостереження);
- кнілінг кузова (тролейбус присідає на передні півосі);
- кондиціонер;
- клімат-контроль;
- змінна комплектація сидячих місць: кількість може бути зменшено до 20, чи навпаки збільшено до 36.
- пандус, що дістається з-під підлоги салону (у більшості моделей він знаходиться у салоні)

## Оцінка моделі

### Плюси

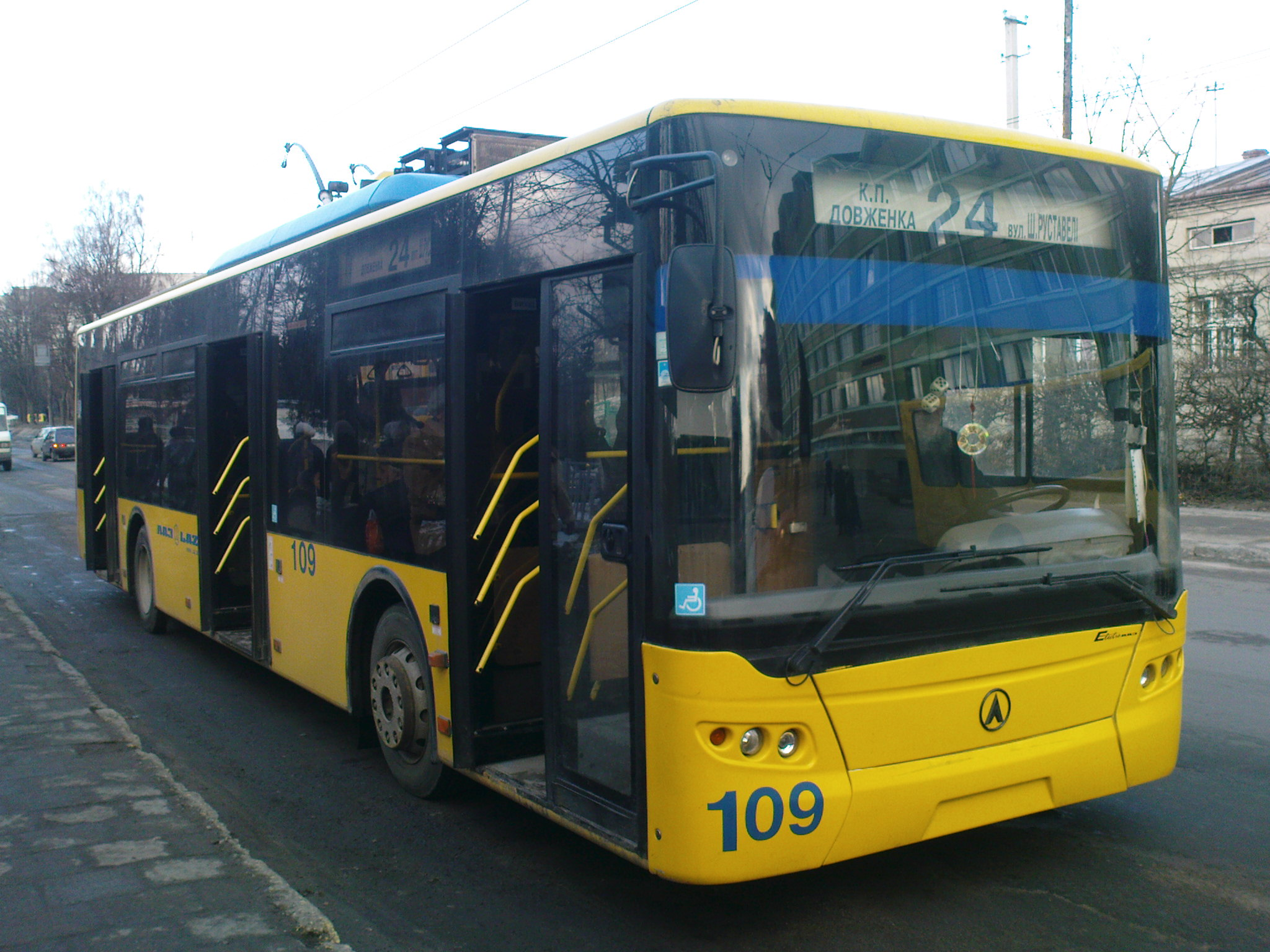
ЛАЗ Е183 № 109 на маршруті № 24 у Львові

ЛАЗ Е183 має багато плюсів та переваг у своєму використанні:
- високий ресурс кузова та моторесурс ходових частин;
- відсіки і обшивку дверей зроблено з дюралюмінію;
- укріплення кузова рамою;
- панорамне лобове скло;
- застосування безуламкового лобового та бокових склопакетів;
- використання гальмівної системи та підвіски від Wabco;
- використання системи керування тяговим двигуном на IGBT-транзисторах від Siemens або Cegelec, що дозволяє:

- у середньому на 30—40 відсотків зменшити витрати електроенергії;
- рекуперація при гальмуванні;
- плавний розгін та гальмування;

- штанги виготовлено фірмою Lekov, Чехія;
- навіть на великій швидкості тролейбус рухається майже безшумно;
- мости виготовлено фірмою ZF, Німеччина;
- система протизащемлення пасажирів (встановлюється на нових зразках);
- широкі двері (120 см)
- можливість кнілінгу кузова;
- низький рівень підлоги в усьому салоні;
- економія часу шляхом швидкого пасажирообігу;
- можливість перевезення інвалідів у візках;
- можливість перевезення габаритних речей та дитячих візків;
- можливість встановлення кондиціонера у салоні;
- ефективна система опалення (у нових зразках, у старих з цим були деякі проблеми, щоправда, старі зразки також були обладнані додатковими конвекторами);
- широкий вибір додаткових опцій.

### Мінуси
Попри те, що ця модель має багато плюсів, суттєвими є і деякі недоліки:
- гучне пищання під час гальмування, що не задумувалося розробниками. Його причиною є низькоякісні і гучні гальмівні резистори. Розробниками ЛАЗу у 2008 році ця проблема була частково вирішена: високочастотне пищання стало значно тихішим. ЛАЗ Е183 не є єдиним тролейбусом з такою проблемою, пищать також Богдан Е231, Богдан Т601.11 і Е301.
- недостатня вентиляція салону (зокрема у моделях з чотирма відкидними кватирками). Проте ця вада має штучне походження, адже її причиною є те, що водії тролейбусів з різних причин не використовують систему вентиляції. Обіцяні кондиціонери майже не використовують[7].
- прохід між передніми колісними арками є досить вузьким.
- на перших випусках були проблеми з опаленням і взимку у тролейбусі було досить холодно, на більшості теперішніх екземплярів проблему усунуто;
- на багатьох тролейбусах не було системи протизащемлення пасажирів, і рух тролейбуса не блокувався, якщо б він рушив з відчиненими дверима; зокрема перед дверима не було встановлено захисних турнікетів, що б захищали ноги людей від затиску (на пізніших моделях вони вже є). На пізніших версіях ваду, пов'язану з системою протизащемлення частково усунено.
- кнопки виклику до водія розміщено дуже високо, тому до них тяжко дістатися.
- сильна вібрація на швидкості не менше 30—40 км/год, через карданний вал.
- для пасажирів у передніх дверях виділено лише одну стулку, що часто створює незручності у годину-пік на передніх дверях.
- значна частина порожнього місця зайнята комфортними сидіннями та додатковими відсіками, що спричиняє дискомфорт у заповненому людьми тролейбусі, а також ускладнює потік людей на задніх і середніх дверях.
- підвищена потужність двигуна не рідко використовується водіями як засіб швидкого набору швидкості, що також створює дискомфорт для літніх людей.

## Модифікації
- ЛАЗ E183A1 — базова модель, 12-метровий тролейбус, з асинхронним двигуном ДТА-1У1 або ДТА-2У1 і системою керування IGBT ЕПРО.
- ЛАЗ E183D1 — 12-метровий тролейбус, з асинхронним двигуном Електроважмаш ЕД-139АУ2 і системою керування IGBT Siemens або Cegelec.[8]
- ЛАЗ E183D1-01 — 12-метровий тролейбус, з асинхронним двигуном Електроважмаш ЕД-139АУ2 і системою керування Chopper ZB019.
- ЛАЗ E183D1-02 — 12-метровий тролейбус, з асинхронним двигуном Електроважмаш ZQ-140 і системою керування Chopper ZB019.

## Географія постачання тролейбусів ЛАЗ Е183
| Країна   | Місто            | Фото    | Кількість | Роки поставок | Бортові номери                                          |
| Україна  | Вінниця          |         | 5         | 2006—2007     | 356—360                                                 |
| Україна  | Донецьк          |         | 70        | 2011—2012     | 1501—1525, 1531—1540, 2315—2346, 2352, 2355, 2356, 2358 |
| Україна  | Житомир          |         | 6         | 2007          | 2071—2076                                               |
| Україна  | Запоріжжя        |         | 11        | 2006—2008     | 007, 009, 011, 015, 017, 019, 040, 042, 044, 046, 048   |
| Україна  | Івано-Франківськ |         | 5         | 2006—2009     | 176—180                                                 |
| Україна  | Київ             |         | 55        | 2006—2007     | 1901—1922, 2901—2919, 3901—3914                         |
| Україна  | Кропивницький    |         | 2         | 2007          | 001, 002                                                |
| Україна  | Кременчук        |         | 13        | 2007—2012     | 192—194, 200—209                                        |
| Україна  | Кривий Ріг       |         | 6         | 2007—2011     | 650, 651, 661, 662, 670, 671                            |
| Україна  | Львів            |         | 12        | 2006—2011     | 100—110, 113                                            |
| Україна  | Миколаїв         |         | 5         | 2007—2008     | 3001—3005                                               |
| Україна  | Рівне            |         | 1         | 2008          | 150                                                     |
| Україна  | Севастополь      |         | 16        | 2011—2012     | 1502—1517                                               |
| Україна  | Слов'янськ       |         | 5         | 2012          | 201—205                                                 |
| Україна  | Суми             |         | 2         | 2009—2010     | 080, 081                                                |
| Україна  | Тернопіль        |         | 3         | 2006—2008     | 144—146                                                 |
| Україна  | Харків           |         | 22        | 2012          | 2101—2111, 3401—3411                                    |
| Україна  | Херсон           |         | 2         | 2008          | 489, 490                                                |
| Україна  | Черкаси          |         | 4         | 2006—2008     | 372—375                                                 |
| Україна  | Чернігів         |         | 2         | 2008          | 480, 481                                                |
| Україна  | Чернівці         |         | 10        | 2006—2008     | 341—350                                                 |
| Болгарія | Стара Загора     |         | 6         | 2009          | 1005, 1007, 1011, 1015, 1023, 1025                      |
| Болгарія | Пазарджик        |         | 8         | 2013          | 20, 21, 22, 23, 24, 25, 26, 27                          |
|          |                  | Всього: | 284       |               |                                                         |

У 2007 році ЛАЗ E183 був на випробуваннях у Санкт-Петербурзі (Росія).

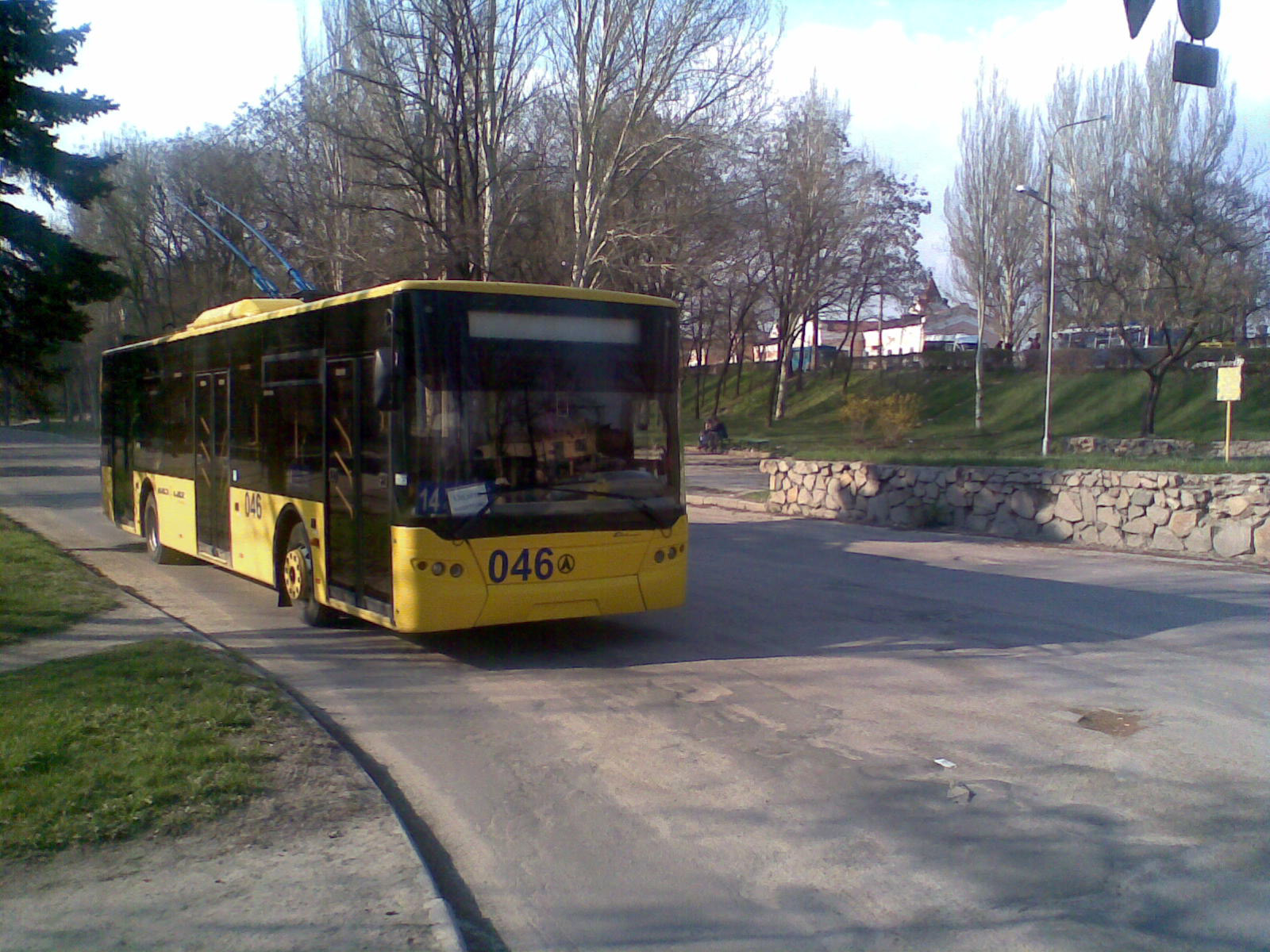
ЛАЗ Е183 у Запоріжжі
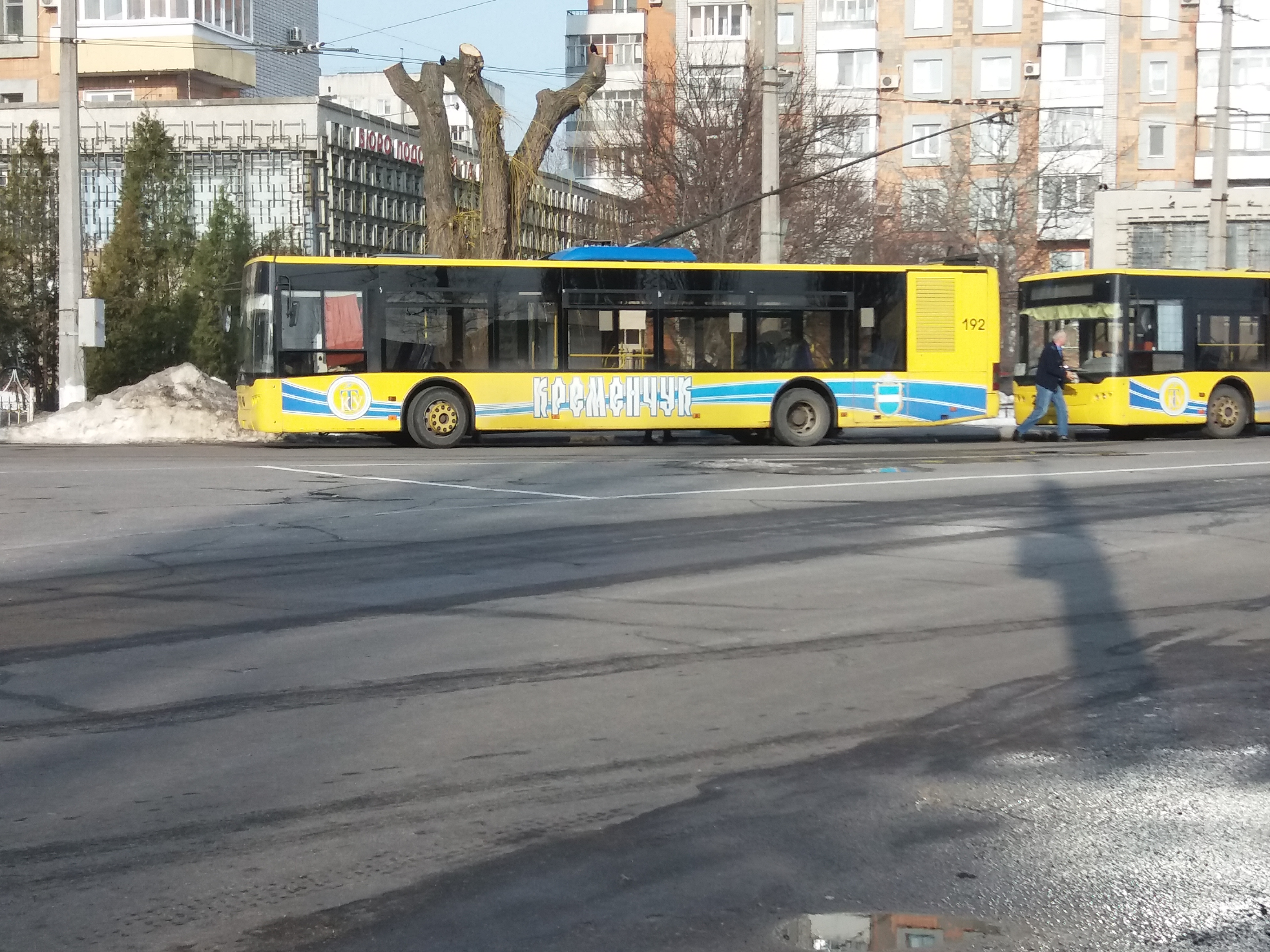
ЛАЗ Е183 в Кременчуку
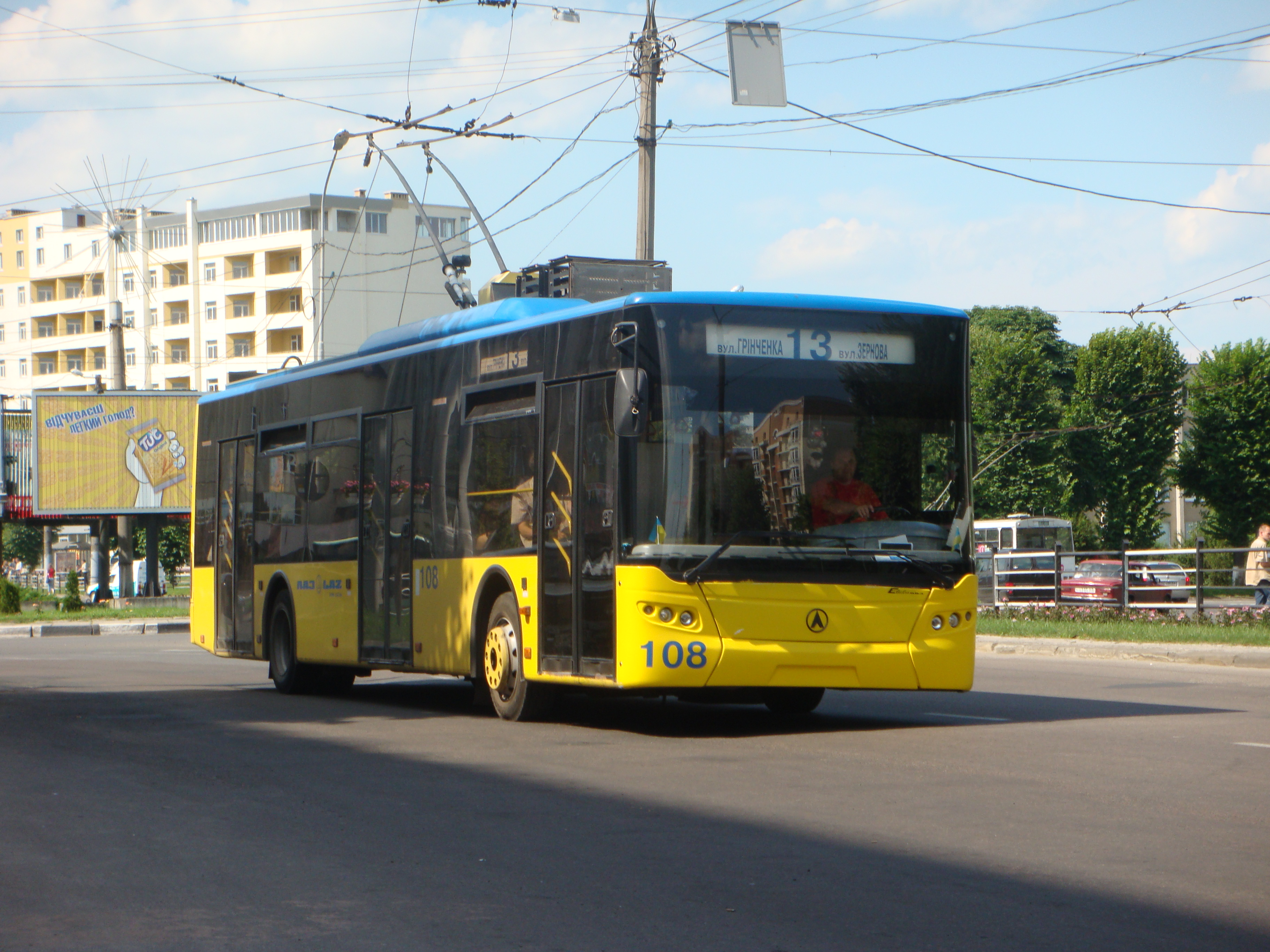
ЛАЗ Е183 у Львові
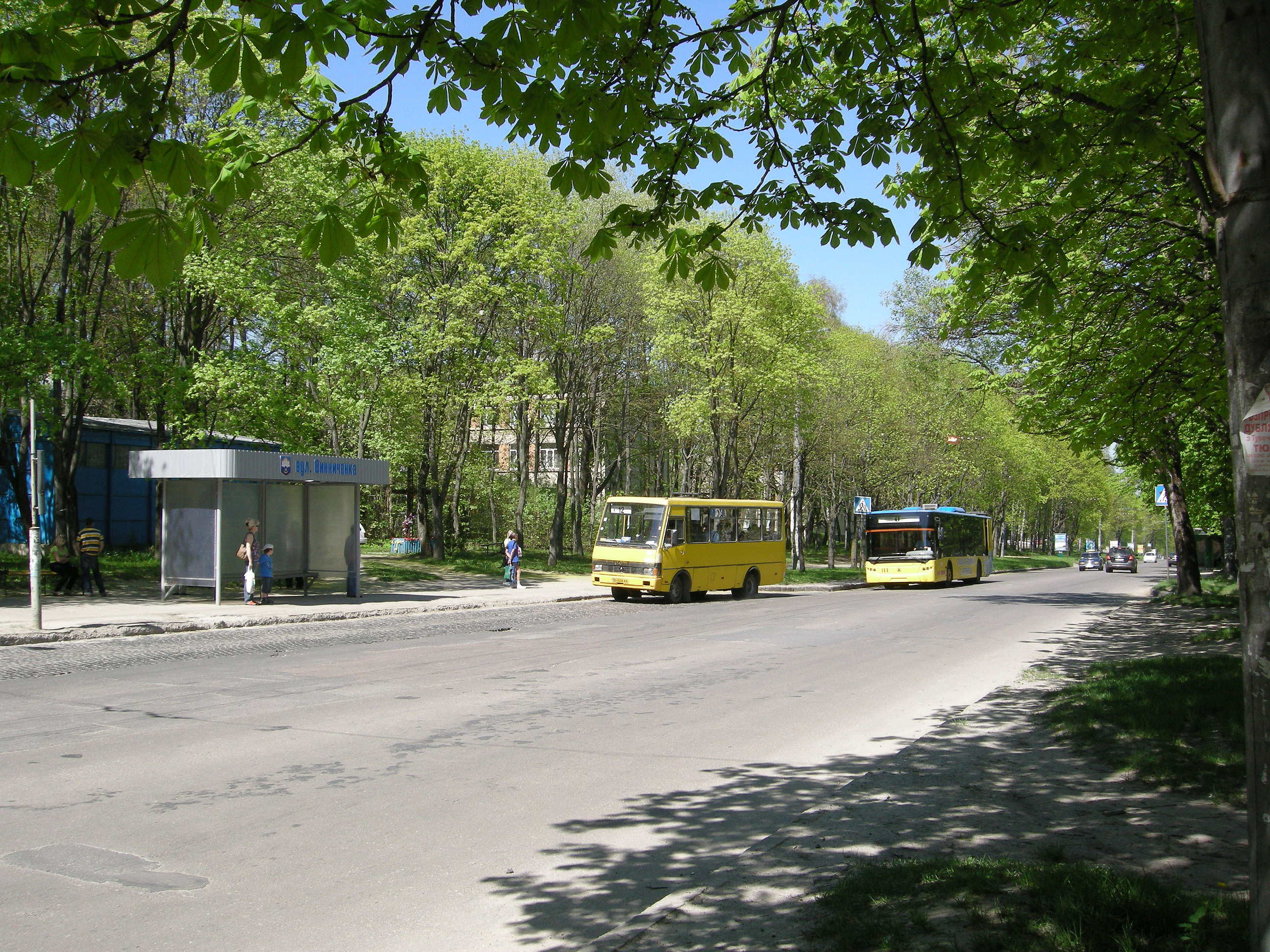
ЛАЗ Е183 в Тернополі
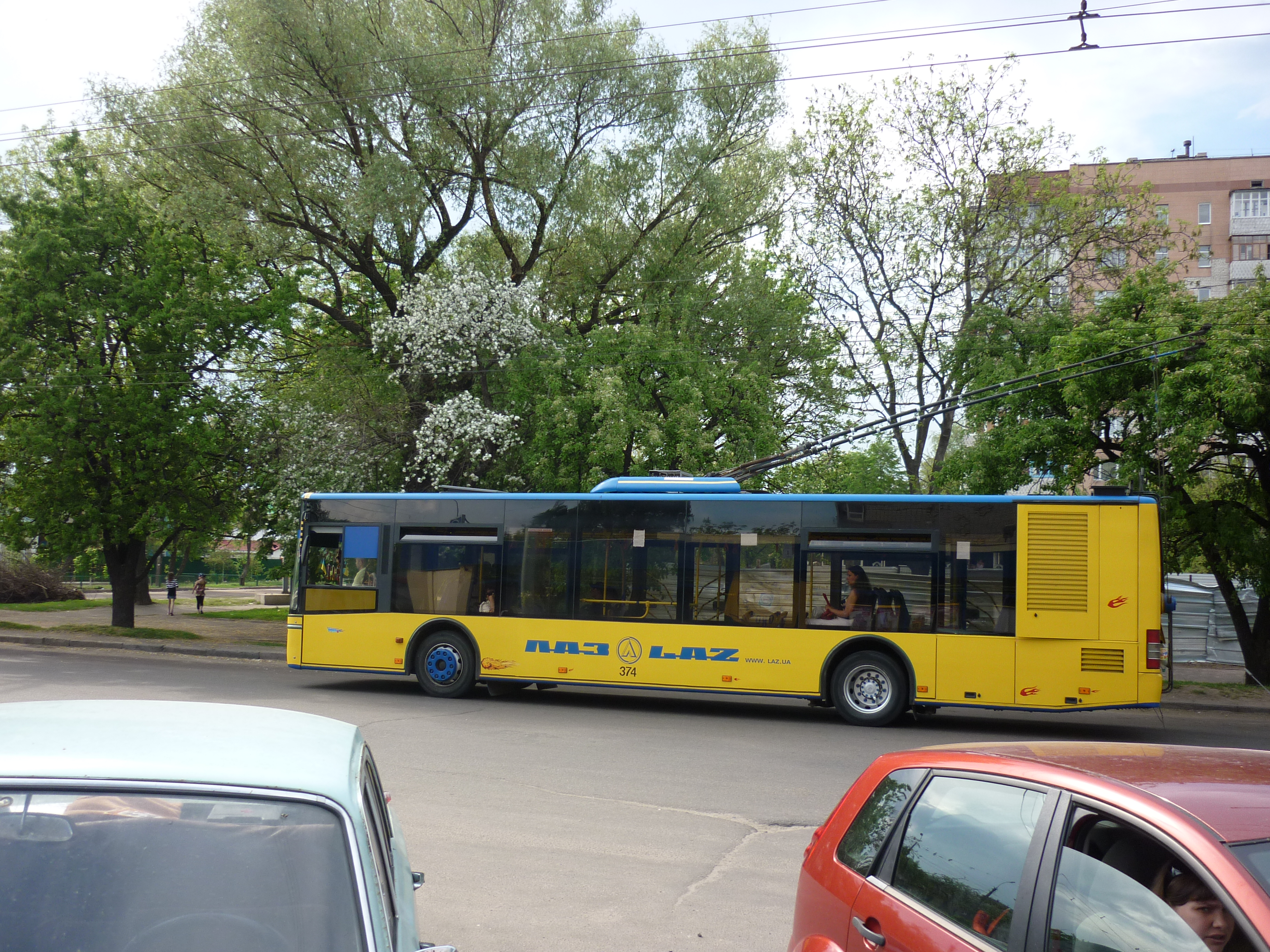
ЛАЗ Е183 в Черкасах

## Цікаві факти
- 20 травня 2013 року український стронгмен Назар Павлів протягнув у зв'язці 3 тролейбуси ЛАЗ Е183 на відстань 7м 50см за 39с, встановивши таким чином новий рекорд України[9]